# マッピーのGスタ
『マッピーのGスタ』は、1995年12月16日に発売された、松本ともこがDJ★mappie名義でリリースしたデビュー・シングル。

## 解説
- 当時TOKYO FMアナウンサーとして活動していた松本が、このシングルで歌手デビューを果たし、貴重な歌声を残した。
- このシングルで真っ先に語られるのは、そのタイトルとジャケットである。サザンオールスターズのシングル「マンピーのG★SPOT」がそれで、そっくりなタイトルと、コンセプトの似たジャケットが、完全にパロディとなっている。しかし、それ以外は楽曲に関して何ら関係ないものである。ジャケット写真に写っているのは、DJのマッピー、野球選手のマッピー、OL風のマッピー、スケートボードを操るマッピー、お掃除をするおばあちゃんのマッピーである。
- 作家陣には、作詞に平原綾香の「Jupiter」や杏里の作品で知られる吉元由美、作曲にはウルフルズのプロデュースで知られる伊藤銀次を起用した。
- このシングル発売に連動して、「マッピーにモーニングコールしてもらえる権!!」というキャンペーンが行われた。
- この作品は大きな話題にはならず、廃盤。入手の難しいCDとなっているが、曲自体は2008年4月発売の「申し訳ないとフロム赤坂 アイドルMIX/DJ 掟ポルシェ申し訳Jr.&ミッツィー申し訳」に収録されている。

## 収録曲
1. マッピーのGスタ（作詞:吉元由美 / 作曲:伊藤銀次 / 編曲:林有三）
  - 曲の内容は、リスナーからの恋愛や夢の悩みに答えDJとして働くマッピーを主人公に、前向きな人生を歌うもの。2番のサビの後、早口にしゃべりまくる一幕がある。サザンの曲に似ているところがあるとすれば、「○○は ○○のG～ G～ G～」とリフレインする部分くらいである。
2. マッピーのGスタ (Instrumental)（作曲:伊藤銀次 / 編曲:林有三）